# دل‌شدگان
دلشدگان فیلمی در ژانر درام تاریخی به کارگردانی علی حاتمی محصول سال ۱۳۷۰ است. حاتمی نه تنها کارگردان این فیلم، بلکه نویسندهٔ فیلم‌نامه، تهیه‌کننده و طراح صحنهٔ آن نیز بوده‌است.

## داستان فیلم
فیلم برداشتی آزاد و شخصی از سه داستان واقعی در زمان قاجار است که در آن گروهی از نوازندگان سازهای ایرانی برای پر کردن صفحه موسیقی به خارج از کشور سفر می‌کنند. نخستین داستان به سفر نوازندگان مشهور موسیقی ایران به شهر پاریس در سال ۱۲۸۶ خورشیدی در دوران محمدعلی‌شاه قاجار به سرپرستی آقاحسینقلی برای ضبط صفحه موسیقی مربوط می‌شود. دومین داستان نیز سفر گروهی از هنرمندان برای ضبط صفحه به شهر لندن با پشتیبانی یک بازرگان ارمنی به نام هامبارسون است که پس از بازگشت از لندن میان وی و هنرمندان مشکلاتی به‌وجود می‌آید و قرارداد ضبط فسخ می‌شود. سومین داستان نیز سفر گروهی دیگر از موسیقی‌دانان به همین منظور به شهر تفلیس در سال ۱۲۹۳ خورشیدی است. سفر سوم در دوران احمدشاه قاجار رخ می‌دهد. در این سفر حسین طاهرزاده، ابوالحسن اقبال‌آذر، درویش‌خان، باقرخان رامشگر، و عبدالله دوامی همراهان سفر هستند که معروف است درویش‌خان برای هزینه‌های این سفر خانه خود را گرو بانک گذاشته‌است. آثار ضبط شده در این سفر به سبب وقوع جنگ دوم جهانی به‌طور کامل به ایران نمی‌رسند.
در فیلم دلشدگان نیز (که برداشتی از هر سه سفر برای ضبط موسیقی است) یکی از تاجران ایرانی - ارمنی به‌عنوان واسطهٔ دربار احمدشاه قاجار و هنرمندانی غیروابسته به دولت می‌شود تا ایشان با هزینهٔ کمپانی هند شرقی برای ضبط صفحه به پاریس بروند. در این سفر تاجر ایران به عهد خود وفا نمی‌کند و نهایتاً هنرمندان توافق می‌کنند که هزینه ضبط موسیقی را خودشان بپردازند تا این میراث برای همیشه باقی بماند. در این سفر هر کس خاطرات گذشتهٔ خود را به‌نوعی مرور یا بازگو می‌کند و سرانجام خوانندهٔ گروه به نام طاهر (با بازی امین تارخ) دلباختهٔ شاهزادهٔ نابینای تُرک (با بازی لیلا حاتمی) می‌شود و در غربت جان می‌سپارد.

## موسیقی فیلم
از آن‌جا که داستان فیلم دربارهٔ موسیقی ایرانی است، سرشار از صحنه‌هایی است که به نوازندگی و فرهنگ اهالی موسیقی در دوران قاجار می‌پردازد. این صحنه‌ها با توانایی منحصر به فرد علی حاتمی در خلق فضاهای قدیمی همراه شده‌است. و برای ضبط تصاویر پاریس راهی کشور مجارستان شهر بوداپست شد. همچنین می‌توان موسیقی این فیلم را، که ساخته حسین علیزاده است، به عنوان یکی از نقاط قوت آن برشمرد. این موسیقی با صدای آواز محمدرضا شجریان همراه شده‌است، که به‌جای خوانندهٔ فیلم-امین تارخ- خواند؛ ولی اجازهٔ لب‌خوانی به او داده نشد. به همین خاطر در صحنه‌های تصنیف خوانی فیلم هرگز نمای بسته از خواننده نمایش داده نشد. تک‌خوانی امین تارخ که پس از دل باختن به شاهزاده ترک (لیلا حاتمی) خوانده می‌شود از به یاد ماندنی‌ترین لحظات فیلم است. بر پایه گفته‌های حسین علیزاده در مستند (معلم بی استاد) دربارهٔ زندگی علی حاتمی، همه شعرهای تصنیف‌ها در فیلم و اثر صوتی دلشدگان در نشر دل آواز، سروده علی حاتمی هستند؛ و در نهایت فریدون مشیری شعرها و آهنگ‌های فیلم را بررسی و بازبینی کرد.
آوازها و تصنیف‌های ساخته‌شده برای این فیلم، بعداً در آلبومی به نام دلشدگان منتشر شد.

## اشکالات فیلم
بیش‌تر اشکالات دلشدگان از جنس انتقادات وارده به هزاردستان و کمال‌الملک بوده‌است که حاتمی اغلب موقعیتی مستند و تاریخی را به متنی تخیلی مبدل می‌سازد به گونه‌ای که به سختی می‌توان متن تاریخی را از متن داستانی جدا کرد و بیننده در فضایی سردرگم به‌سر می‌برد که نمی‌داند این داستان واقعیتی بیرونی دارد یا خیر.

## حذفیات
فیلم در ۱۹ پرده فیلمنامه‌نویسی و فیلمبرداری شده بود، اما باتوجه به افزایش زمان فیلم و کم شدن یک سانس از نمایش روزانه در سینماها، علی حاتمی نتوانست با ارشاد و سینمادارها به توافق برسد و ۹ پرده از آن کم شد، بهمین دلیل شاید در فیلم شاهد پریدن و برش‌های سریع هستیم که داستان و کلام را کامل نمی‌کند.

## افتخارات

### دهمین دوره جشنواره فیلم فجر
| قسمت                     | نامزد                       | نتیجه    |
| ------------------------ | --------------------------- | -------- |
| بهترین موسیقی متن        | حسین علیزاده                | نامزدشده |
| بهترین صداگذاری          | اسحاق خانزادی               | نامزدشده |
| بهترین صدابرداری         | ساسان نخعی و بهروز معاونیان | نامزدشده |
| بهترین طراحی صحنه و لباس | علی حاتمی                   | نامزدشده |